# Montañas Longfellow
En 1959, la Legislatura de Maine votó dar a las diversas montañas y cordilleras en Maine el nombre colectivo de la Montañas Longfellow, en honor del poeta, nacido en Maine, Henry Wadsworth Longfellow (1807–1882). A pesar de su estatus oficial, el término tiene muy escaso uso. La mayoría de las montañas de Maine son parte de los montes Apalaches, que se extienden cruzando el estado desde Nuevo Hampshire septentrional hacia el noreste a las provincias canadienses de Nuevo Brunswick y Quebec. 